# The Anguillian
The Angullian (L'Anguillano) è il principale periodico dell'isola di Anguilla. È pubblicato con cadenza settimanale e si occupa principalmente di cronaca locale, politica e sport avvalendosi anche della collaborazione di giornalisti stranieri.
Il primo numero fu pubblicato il 4 dicembre 1998 da Nathaniel "Nat" Hodge, membro dell'Ordine dell'Impero Britannico.